# August Berger (Politiker)
August Berger (* 30. Januar 1892 in Tannhausen, Niederschlesien; † im April 1945) war ein deutscher Kommunalpolitiker. Er wurde vom NS-Regime als politischer Gegner verfolgt, 1944 im KZ Sachsenhausen inhaftiert und kam bei Räumung des KZs auf einem Todesmarsch im April 1945 ums Leben.

## Leben

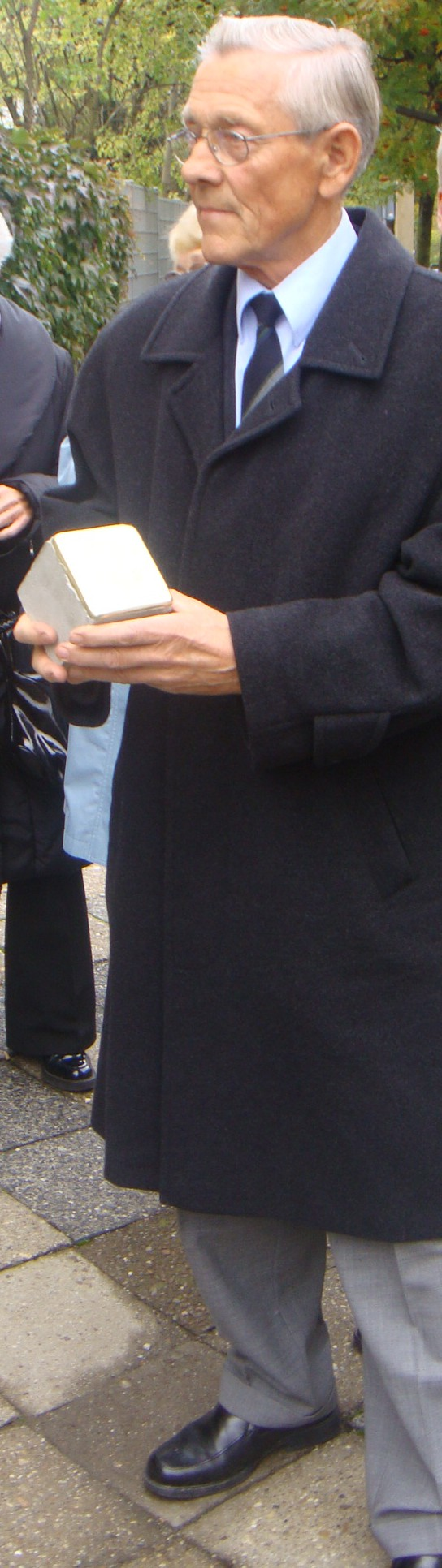
August Bergers Sohn Karl übergibt den Stolperstein zur Verlegung

Berger besuchte von 1898 bis 1905 die evangelische Volksschule. Im Jahre 1916 heiratete er Marie Quendt, die aus Apolda stammte, wo die Eheleute sich auch niederließen. Er arbeitete dort von 1912 bis 1933 als Revisionsgehilfe bei der Stadtverwaltung von Apolda.
Nach der Machtübernahme durch die Nationalsozialisten wurde Berger am 15. September 1933 aus politischen Gründen entlassen. Politisch war er vom September 1920 bis März 1933 bei der SPD tätig und gehörte von 1924 bis 1933 dem Reichsbanner Schwarz-Rot-Gold an. Von 1925 bis zum 7. Mai 1931 war er Mitglied der SPD-Stadtratsfraktion von Apolda.
Am 24. August 1944 wurde er im Rahmen der Aktion Gitter verhaftet und kam in das KZ Sachsenhausen, in dem unter anderem viele politische Gegner des NS-Regimes inhaftiert wurden. Als die SS ab dem 21. April 1945 das Konzentrationslager räumte, musste Berger an dem Todesmarsch teilnehmen und kam dabei im April 1945 ums Leben.
Die Stadt Apolda in Thüringen benannte zu DDR-Zeiten eine Straße nach ihm, die heute noch so heißt. Eine Gedenktafel an seinem Wohnhaus Lessingstraße 71 wurde nach der Wende entfernt. Seit dem 6. Oktober 2008 erinnert ein Stolperstein, vor seinem damaligen Wohnhaus verlegt durch den Kölner Aktionskünstler Gunter Demnig, an sein Schicksal. Auch in der Stadt Jessen (Elster) im benachbarten Bundesland Sachsen-Anhalt wurde eine Straße nach ihm benannt.

## Literatur

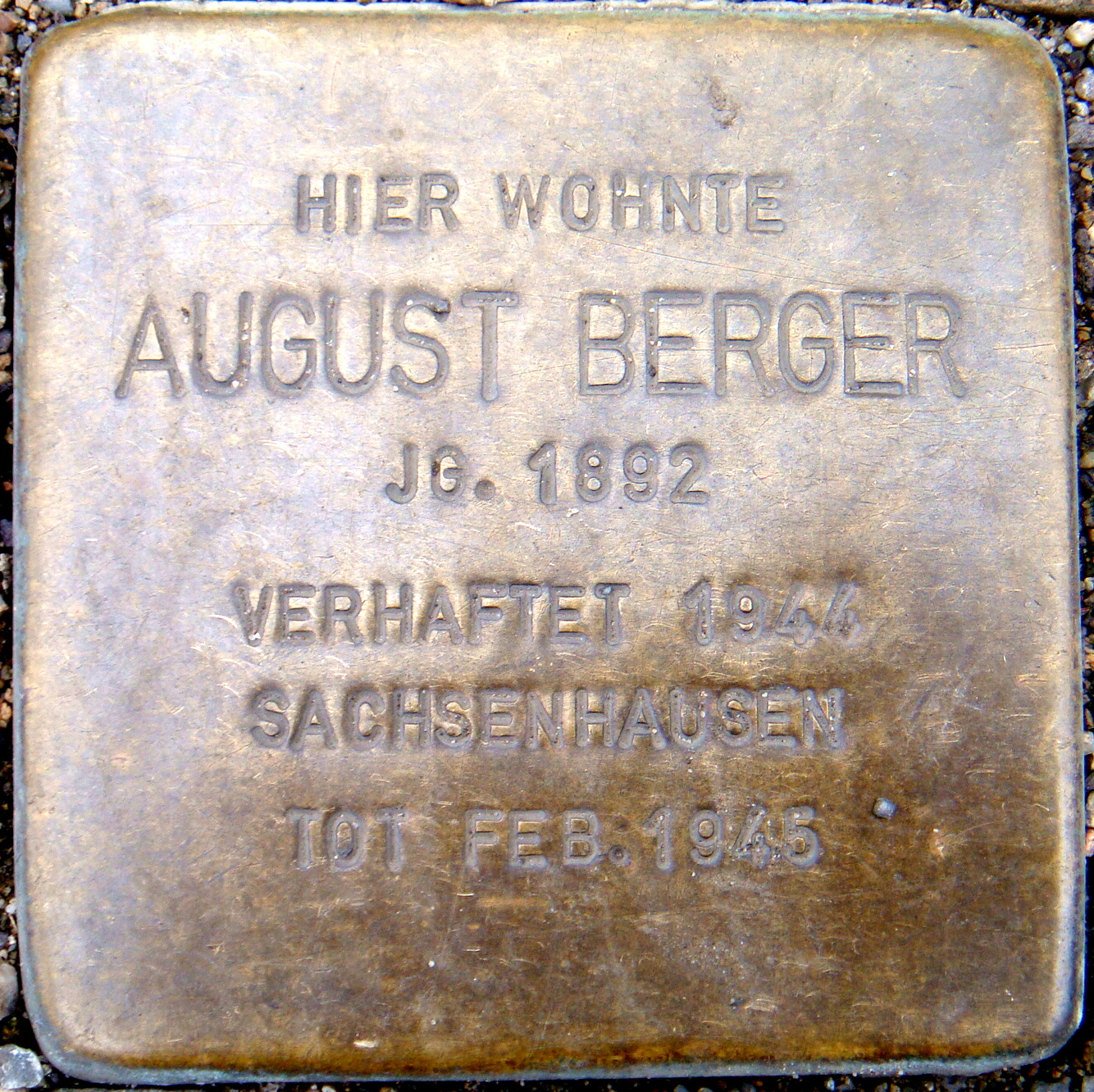
Stolperstein für August Berger, verlegt am 6. Oktober 2008